# Flakstad (Flakstad)
Flakstad est une localité du comté de Nordland, en Norvège.

## Géographie
Administrativement, Flakstad fait partie de la kommune de Flakstad.